# Snapshot (film, 1979)
Pour les articles homonymes, voir Snapshot.
Snapshot est un film australien réalisé par Simon Wincer, sorti en 1979.

## Synopsis
Une coiffeuse est poursuivie par un inconnu et cela conduit dans une boutique étrange.

## Fiche technique
- Titre : Snapshot
- Réalisation : Simon Wincer
- Scénario : Chris de Roche, Everett De Roche
- Production : William Fayman, Antony I. Ginnane, Barbi Taylor
- Musique : Brian May
- Photographie : Vincent Monton
- Montage : Philip Reid
- Costumes : Aphrodite Kondos
- Pays d'origine : Australie
- Genre : Drame, thriller
- Durée : 92 minutes
- Dates de sortie : 1er juin 1979 (Australie)
- Interdit aux moins de 12 ans

## Distribution
- Chantal Contouri : Madeline
- Robert Bruning : Elmer
- Sigrid Thornton : Angela
- Hugh Keays-Byrne : Linsey
- Denise Drysdale : Lily
- Vincent Gil : Daryl
- Jon Sidney : Mr. Pluckett
- Jacqui Gordon : Becky
- Julia Blake : Mrs. Bailey
- Peter Stratford : Roger
- Christine Amor : Paula
- Lulu Pinkus : Wendy
- Stewart Faichney : Peter
- Chris Milne : Book Marker
- Bob Brown : Captain Rock
- Peter Felmingham : Boris